# Wubbo Ockels
Wubbo Johannes Ockels (Almelo, Overijssel, 28 de març de 1946 − Ámsterdam, 18 de maig de 2014) va ser un físic i astronauta neerlandès. El 1985 va participar en un vol del transbordador espacial, convertint-se en el primer i únic ciutadà neerlandès a l'espai, fins al vol de l'astronauta André Kuipers, a l'Estació Espacial Internacional en el 2004. Ockels va ser professor del Aerospace for Sustainable Engineering and Technology a la Universitat Tècnica de Delft.
Wubbo Ockels va néixer el 28 de març 1946 en Almelo però considerava Groningen la seva ciutat natal. Va obtenir el seu grau de Mestratge el 1973 i posteriorment un doctorat en física i matemàtiques el 1978 a la Universitat de Groningen.
Ockels va ser el primer astronauta neerlandès, perquè encara que està precedit pel nascut als Països Baixos però naturalitzat nord-americà Lodewijk van den Berg, l'adquisició de la nacionalitat nord-americana fa que es perdi la neerlandesa.